# Not Fair
"Not Fair" je drugi singl britanske kantautorice Lily Allen s njenog drugog studijskog albuma It's Not Me, It's You, a objavljena je 20. ožujka 2009.

## O pjesmi
Pjesma govori o seksualnosti, kako Lilyn dečko nju ne zadovoljava u krevetu. Ona njega jako voli ali u krevetu "nije pošten" prema njoj. Postoji i cenzurirana verzija pjesme u kojima su riječi "in the wet patch" te "giving head" zamućene.

## Videospot
Spot za pjesmu "Not Fair" snimljen je pod redateljskom palicom Meline Matsoukas 19. veljače 2009. u Los Angelesu. Do sada je spot na YouTubeu pregledan više od 4.500.000 puta.
Video počinje s Lilynim nastupom u Porter Wagoner Showu gdje ju voditelj najavljuje sljedećim riječima: "A sada je vrijeme za jednu predivnu mladu damu s predivnom pjesmom zvanom "Not Fair", molim vas zaželite joj dobrodošlicu gospođica Lily Allen." Ostatak videa Lily pjeva, a u pozadini se nalaze pjevači.

## Top liste
| Top liste (2009.) | Najviša pozicija |
| ----------------- | ---------------- |
| Australija        | 3                |
| Austrija          | 6                |
| Danska            | 34               |
| Njemačka          | 12               |
| Europa            | 12               |
| Irska             | 3                |
| Italija           | 4                |
| Nizozemska        | 8                |
| Novi Zeland       | 20               |
| Švicarska         | 6                |
| Švedska           | 27               |
| UK                | 5                |

## Certifikacije
| Država                 | Cerifikacija | Prodano primjeraka |
| ---------------------- | ------------ | ------------------ |
| Ujedinjeno Kraljevstvo | Srebrna      | 300.000            |
| Australija             | Platinasta   | 70.000             |

## Popis pjesama

### CD singl
1. "Not Fair"[7]
2. "The Fear"

### 7" singl
1. "Not Fair" (Radio Edit)
2. "Why"

### Australski CD singl
1. "Not Fair"[8]
2. "The Count"
3. "Not Fair" (Di Angelis & Dobie 'Circus' Remix)
4. "Not Fair"  (Style Of Eye Remix)

### Digitalni singl
1. "Not Fair" (Radio Edit)

### Digitalna kolekcija
1. "Not Fair"
2. "Not Fair" (Radio Edit)
3. "Not Fair" (Style Of Eye remix)
4. "The Fear (The Count Remix)
5. "Mr. Blue Sky"
6. "Why"

### Digitalni EP
1. "Not Fair"
2. "Why"
3. "Not Fair" (Style Of Eye Remix)
4. "The Count"
5. "Not Fair" (cenzurirana verzija)
6. "Mr. Blue Sky"